# Dzong Trashigang
El dzong de Trashigang (Dzongkha: བཀྲ་ཤིས་སྒང་རྫོང, literalmente "La fortaleza de la auspiciosa colina") es una fortaleza-monasterio budista (dzong) en el pueblo de Trashigang (capital del distrito homónimo), en el este de Bután. La fortaleza fue construida en 1659 para defenderse de las invasiones tibetanas. El dzong albergaba una comunidad monástica además de actuar como el centro administrativo central del distrito de Trashigang, antes de que fueran trasladados debido a la restauración del edificio.

## Historia

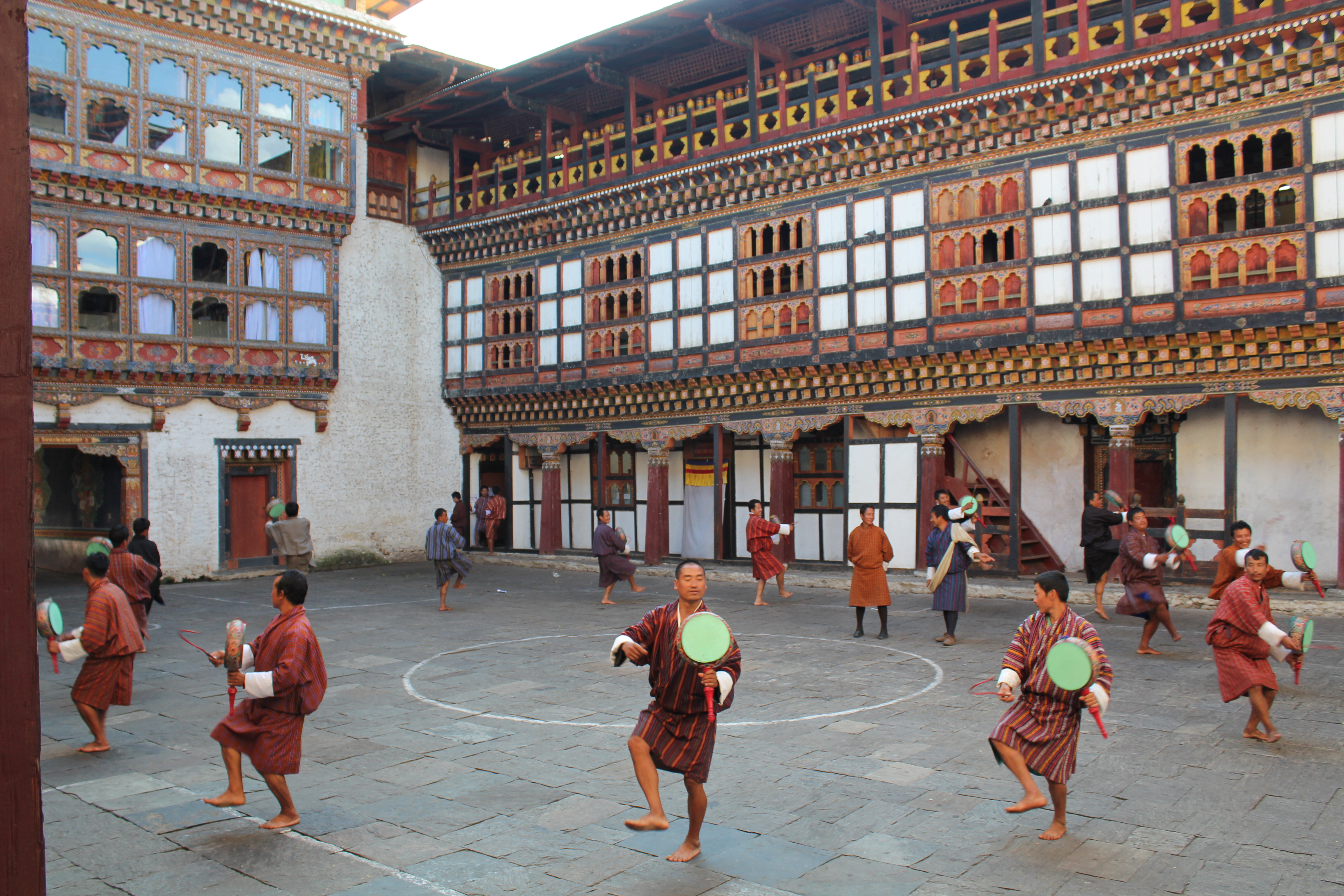
El festival Tsechu dentro del patio del dzong

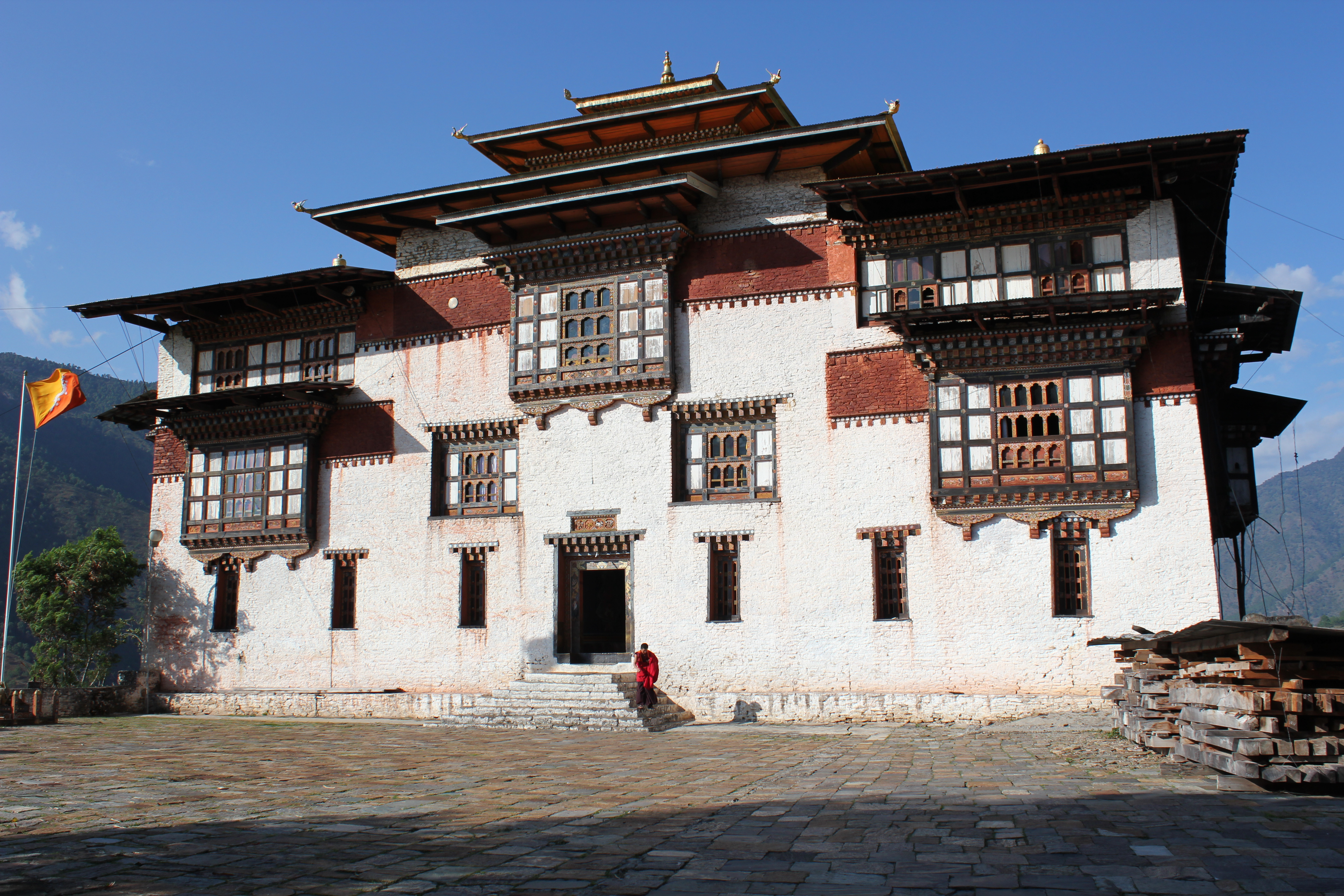
Vista frontal de la fortaleza

La fortaleza fue construida en 1659 sobre una cornisa rodeada de acantilados, con vistas a los ríos Drangme Chhu y Gamri Chhu. La construcción del dzong fue profetizada por Shabdrung Ngawang Namgyal, quien ordenó al Penlop (gobernador) de Trongsa, Chhogyal Minjur Tempa, que derribara a los jefes locales y construyera el monasterio. Según la leyenda, la vista del dzong asustó al ejército tibetano, que se retiró mientras comentaba que "el dzong estaba en el cielo, no en el suelo". Esta fortaleza fue extendida por Gyalsey Tenzin Rabgye entre 1680 y 1694 y por Dzongpon Dopola en 1936. El edificio fue consagrado y nombrado Trashigang por Dudjom Jigdral Yeshe Dorje. Tras la guerra sino-india de 1962, Bután permitió que los soldados indios que regresaban a casa pasaran por el este de Bután. Sin embargo, se les pidió que depositaran sus rifles en la armería del dzong y atravesaran el reino desarmados. Los rifles yacen en la fortaleza hasta el día de hoy. El dzong celebra el festival Tsechu de cuatro días cada año, con alrededor de 1500 personas que asisten a las celebraciones todos los días.

## Conservación

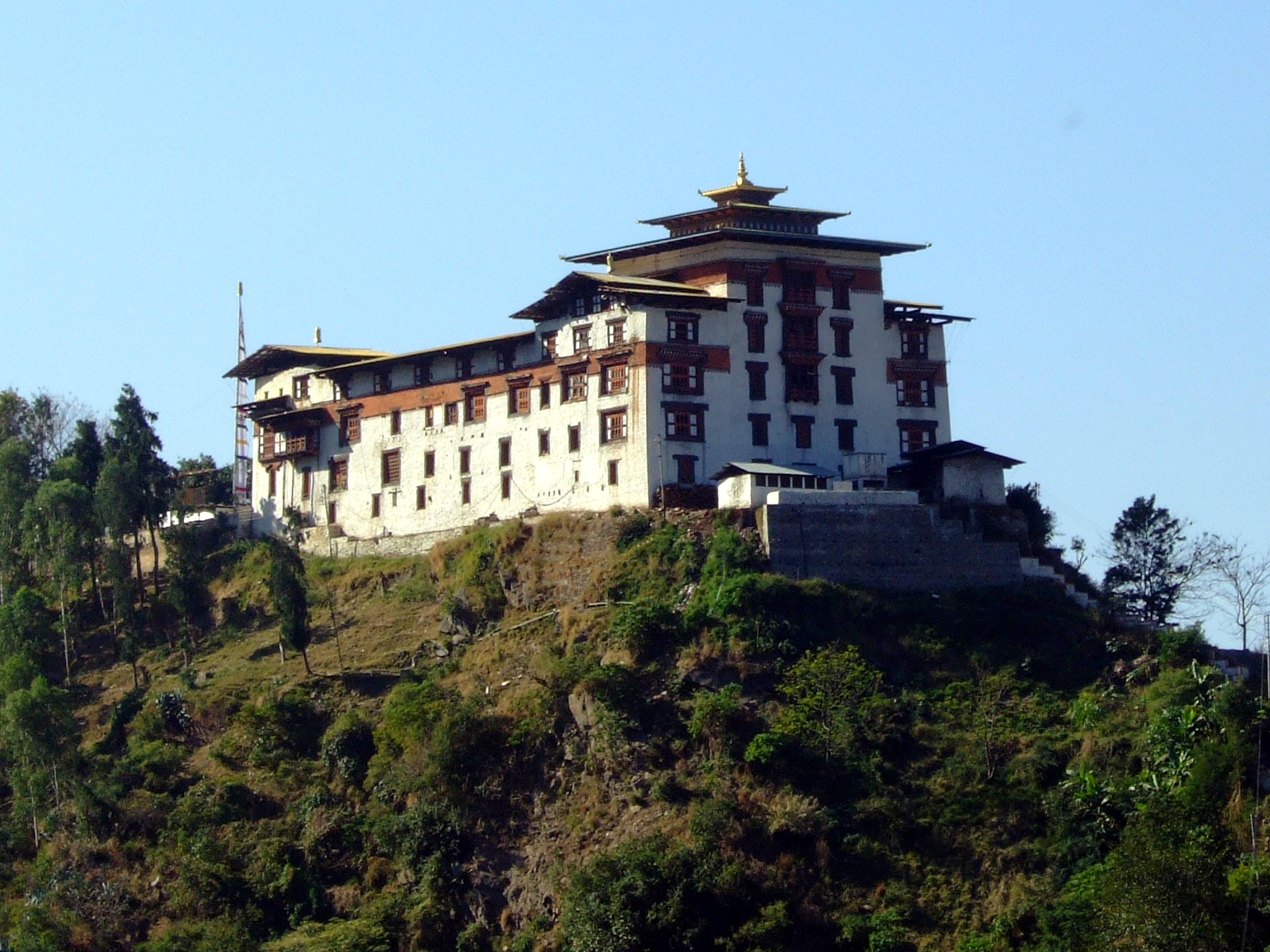
El dzong se sitúa sobre un acantilado

El dzong desarrolló amplias grietas como resultado del terremoto en Bután de 2009, cuyo epicentro se encontraba a 16 km de la construcción. Una asociación entre World Monuments Fund, Prince Claus Fund y Bhutan Foundation fue fundamental para la asistencia en las reparaciones de emergencia en el dzong. En febrero de 2014, el gobierno de la India asignó 190 millones de Nu. para renovarlo. Se esperaba que las obras de renovación estuvieran terminadas en junio de 2018, mientras que los costos aumentaron a 227,5 millones de Nu. Un drasha (albergue de monjes) para 50 monjes, además de un tshokhang (comedor) se construyeron fuera de las instalaciones del dzong por razones de seguridad y salud. El gobierno también reclutó a jóvenes locales desempleados para construir el edificio, y empleó materiales de origen local en la construcción, incluida madera principalmente de Bumthang y piedras de Chazam. Las oficinas administrativas del distrito de Trashigang se trasladaron temporalmente a la escuela secundaria media de Trashigang, mientras que el clero fue trasladado a una escuela en el gewog de Samkhar, a unos 10 km del dzong.